# Unterseeboot 2365
L'Unterseeboot 2365 (U-2365) est un sous-marin allemand de type XXIII de la Kriegsmarine sabordé le jour de la capitulation allemande du 8 mai 1945.
Envoyé par le fond dans l'aire maritime du Kattegat, il est renfloué en 1955 et utilisé comme navire-école par la marine allemande sous le nom de U-Hai (Requin) jusqu'à ce qu'il coule lors d'une tempête en mer du Nord en 1966.

## Historique

### Kriegsmarine
Le bâtiment est mis en service le 2 mars 1945 et est affecté à la 4. Unterseebootsflottille. Dans les deux derniers mois de la guerre, les bâtiments de la Kriegsmarine ne sont plus déployés[réf. nécessaire]. L'équipage saborde le bâtiment le 8 mai 1945, conformément à l'ordre arc-en-ciel, bien que cet ordre ait été annulé le 4 mai.
Lors du sabordage, le Commandant a pris la précaution d'ouvrir les réservoirs d'huile pour en répandre le contenu afin d'exercer un effet antirouille.

### Marine allemande
Après la levée du statut d'occupation le 5 mai 1955, le ministère fédéral de la Défense confie à la société de sauvetage de Hambourg Beckedorf la mission de localiser et renflouer le bâtiment, échoué sur le fond marin près de l'île d'Anholt.
En juin 1956, le sous-marin est remonté de 50 mètres de profondeur. Grâce au « traitement à l'huile », le bâtiment est encore dans un état étonnamment bon, de sorte qu'il peut être entièrement révisé par les Kiel Howaldtswerke en moins d'un an et livré à la marine allemande dans une version légèrement modifiée. La proue accueille un détecteur acoustique et il dispose d'un nouveau dispositif d'ancrage. La marine allemande le présente sous le nouveau nom U-Hai (requin) S-170 le 15 août 1957, comme sous-marin d'entraînement sous le commandement du Kapitänleutnant Ehrhardt. Son port d'attache est initialement Flensburg-Mürwik, puis Neustadt in Holstein.
| rang                 | Nom de famille                                    | de              | jusqu'à           |
| -------------------- | ------------------------------------------------- | --------------- | ----------------- |
| Kapitänleutnant      | Ehrhard                                           | 15 Août 1957    | 15 Octobre 1958   |
| Kapitänleutnant      | Voss                                              | 16 Octobre 1958 | 16 Juillet 1960   |
| Kapitänleutnant      | Emsman                                            | 16 Juillet 1960 | 31 Juillet 1963   |
| Oberleutnant zur See | E.-D. Jung                                        | 1. Août 1963    | 22 Mars 1964      |
| Oberleutnant zur See | Wolf D. Rehse                                     | 22 Mars 1964    | 30 Juin 1966      |
| Oberleutnant zur See | Joachim-Peter Wiedersheim (mort lors du naufrage) | 1. Juillet 1966 | 14 Septembre 1966 |

### Disparition
Alors qu'il navigue en surface dans une tempête le 14 septembre 1966 en mer du Nord, il coule à environ 138 milles nautiques au nord-ouest de Helgoland dans la région du Dogger Bank à 40 m de profondeur. Sur les 20 hommes d'équipage, seul le cuisinier, Obermaat (en) Peter Silbernagel (1943-2013), peut être secouru après 14 heures par le chalutier de pêche anglais St. Martin. Les 19 autres hommes d'équipage sont morts.
La cause de l'accident est un collecteur d'admission mal repensé pour le moteur diesel. De plus, les instructions de service n'avaient pas été adaptées aux modifications opérées sur le bâtiment  .
L'épave est récupérée cinq jours plus tard par la grue de récupération Magnus III, remorquée à Emden pour examen et mise au rebut là-bas. Le bâtiment est officiellement démantelé le 24 septembre 1966.
| rang                      | Nom de famille            |
| ------------------------- | ------------------------- |
| Oberleutnant zur See      | Joachim-Peter Wiedersheim |
| Oberleutnant zur See      | Guillaume Weise           |
| Oberleutnant zur See      | Hardmut Seemann           |
| Oberleutnant zur See      | Reinhold Bauer            |
| Premier maître d'équipage | Manfred Bieling           |
| Premier maître d'équipage | Rolf von Linden           |
| Bosco                     | Hubert Zigan              |
| Obermaat (en)             | Hans Jürgen Wiecek        |
| Obermaat (en)             | Rainer Feld               |
| Obermaat (en)             | Hans Jürgen Muth          |
| Maat (grade) (en)         | Edgar Kup                 |
| Maat (grade) (en)         | Edwin Adamietz            |
| Maat (grade) (en)         | Wolfgang Weiß             |
| Obergefreiter             | Klaus Gerdewischke        |
| Obergefreiter             | Erwin Jungbeck            |
| Obergefreiter             | Norbert Keske             |
| Gefreiter                 | Martin Lehnhardt          |
| Gefreiter                 | Gérard Ramsauer           |
| Gefreiter                 | Herbert Penth             |

## Hommage

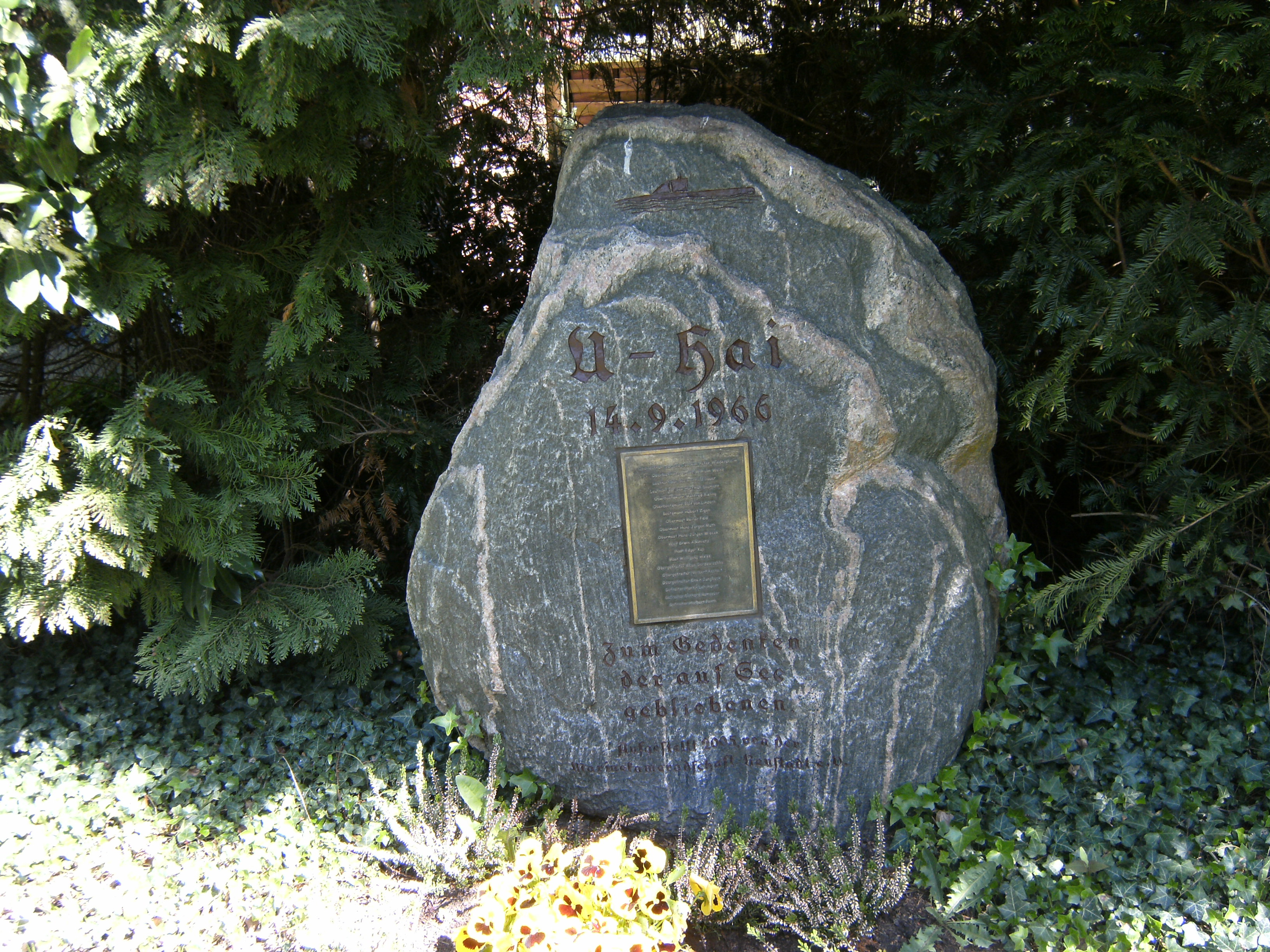
Plaque commémorative au cimetière protestant du sud de Neustadt in Holstein.

La cloche du bâtiment était exposée dans le hall du mémorial naval de Laboe. Elle a été volée par des inconnus dans les années 1970 et une réplique s'y trouve depuis.
Une plaque commémorative se trouve au cimetière sud protestant de Neustadt in Holstein en souvenir des membres d'équipage disparus.
Des tombes de sous-mariniers du U-Hai sont situées au cimetière nord de Kiel.
La tombe du Commandant Joachim-Peter Wiedersheim se trouve dans le cimetière de sa ville natale de Kressbronn près du lac de Constance.